# Округ Џунијата (Пенсилванија)
Џунијата (енгл. Juniata County) је округ у америчкој савезној држави Пенсилванија.

## Демографија
По попису из 2010. године број становника је 24.636, што је 1.815 (8,0%) становника више него 2000. године.
| Група             | 2000.          | 2010.          |
| Белци             | 22.205 (97,3%) | 23.584 (95,7%) |
| Афроамериканци    | 85 (0,4%)      | 151 (0,6%)     |
| Азијати           | 57 (0,2%)      | 85 (0,3%)      |
| Хиспаноамериканци | 369 (1,6%)     | 623 (2,5%)     |
| Укупно            | 22.821         | 24.636         |